# Innbygda
Innbygda is een plaats in de Noorse gemeente Trysil, provincie Innlandet. Innbygda telt 2281 inwoners (2007) en heeft een oppervlakte van 3,22 km².
Innbygda is het bestuurscentrum van de gemeente Trysil. Het dorp heeft een houten kruiskerk uit 1861. Het monument is in 1950 gerestaureerd.